# Ann Taciuk
Ann Taciuk (...) è un'ex sciatrice alpina canadese.

## Biografia
Specialista delle prove veloci, la Taciuk fu attiva in Coppa del Mondo tra il 1984 e il 1986, senza ottenere piazzamenti di rilievo; nella stagione 1986-1987 in Nor-Am Cup fu 2ª nella classifica di supergigante. Non prese parte a rassegne olimpiche né ottenne piazzamenti ai Campionati mondiali.